# NXT Cruiserweight Championship
WWE Cruiserweight Championship este un campionat de wrestling profesionist creat și utilizat de către compania americană WWE, marca Raw. Campionatul a fost creat pe 16 septembrie din 2016 și prezentat la sfârșitul turneului Cruiserweight Classic de Triple H. Actualul campion este Jordan Devlin, care este în prima sa deținere.
În ciuda a avea același nume, acest campionat nu are nici o relație cu WWE Cruiserweight Championship, a apărat în World Championship Wrestling (WCW) și World Wrestling Entertainment (WWE) între 1991 și 2008.

## Istorie
După nouă separare de branduri care a avut loc la mijlocul anului 2016, Raw anunțat că divizia de luptători greutate cruiserweight ar fi exclusiv pentru marca asta. În paralel, prin WWE Network a avut loc un turneu numit WWE Cruiserweight Classic, care a participat 32 de luptători din toate colturile planetei, lupta pentru a fi "cel mai bun luptător cruiserweight". O secundă înainte de a avea loc finala turneului între T. J. Perkins si Gran Metalik, Triple H a apărut și a anunțat că lupta va fi, de asemenea, pentru noul Campionat de greutate Cruiserweight din WWE. 

## Campioni
Din martie 7, 2025.
| #  | Wrestler                            | Număr de dețineri | Data               | Durată (zile) | Eveniment                     | Detalii suplimentare |
| -- | ----------------------------------- | ----------------- | ------------------ | ------------- | ----------------------------- | --- |
| 1  | T.J. Perkins                        | 1                 | 14 septembrie 2016 | 46            | Cruiserweight Classic         | L-a învins pe Gran Metalik în finala unui turneu pentru a deveni campionul inaugural                                            |
| 2  | Brian Kendrick                      | 1                 | 30 octombrie 2016  | 30            | Hell in a Cell                | |
| 3  | Rich Swann                          | 1                 | 29 noiembrie 2016  | 62            | 205 Live                      | |
| 4  | Neville                             | 1                 | 29 ianuarie 2017   | 197           | Royal Rumble                  | |
| 5  | Akira Tozawa                        | 1                 | 14 august 2017     | 6             | Raw                           | |
| 6  | Neville                             | 2                 | 20 august 2017     | 36            | SummerSlam                    | |
| 7  | Enzo Amore                          | 1                 | 24 septembrie 2017 | 15            | No Mercy                      | |
| 8  | Kalisto                             | 1                 | 9 octombrie 2017   | 13            | Raw                           | A fost un lumberjack match. |
| 9  | Enzo Amore                          | 2                 | 22 octombrie 2017  | 93            | TLC: Tables, Ladders & Chairs | |
| —  | Vacant                              | —                 | 23 ianuarie 2018   | —             | —                             | Titlul a fost eliberat din cauza eliberării lui Enzo Amore în urma acuzațiilor făcute publice de agresiune sexuală și hărțuire. |
| 10 | Cedric Alexander                    | 1                 | 08 aprilie 2018    | 181           | WrestleMania 34               | L-a învins pe Mustafa Ali în finala unui turneu pentru a câștiga campionatul vacant.                                            |
| 11 | Buddy Murphy                        | 1                 | 6 octombrie 2018   | 183           | Super Show-Down               | |
| 12 | Tony Nese                           | 1                 | 7 aprilie 2019     | 77            | WrestleMania 35               | |
| 13 | Drew Gulak                          | 1                 | 23 iunie 2019      | 108           | Stomping Grounds              | |
| 14 | Lio Rush                            | 1                 | 9 octombrie 2019   | 63            | NXT                           | |
| 15 | Angel Garza                         | 1                 | 11 decembrie 2019  | 45            | NXT                           | |
| 16 | Jordan Devlin                       | 1                 | 25 ianuarie 2020   | 438           | Worlds Collide                | A fost un fatal four-way match în care au mai luptat Isaiah "Swerve" Scott și Travis Banks.                                     |
| 17 | El Hijo del Fantasma/Santos Escobar | 1                 | 27 mai 2020        | 313           | NXT                           | |
| 18 | Kushida                             | 1                 | 13 aprilie 2021    | 114+          | NXT                           | |